# George Edward Davenport
George Edward Davenport (1833-1952) fue un pteridólogo y naturalista estadounidense.

## Algunas publicaciones
- 1903. Studies of Mexican and Central American Plants. Vol. 8 de Contributions from the United States National Herbarium. Con Joseph Nelson Rose. Editor U.S. Gov. Print. Office, 66 pp.
- 1899. Abnormal Forms, and Hybridity in Ferns. Editor W.N. Clute & Co. printed for the Linn. Fern Soc. 11 pp.
- 1893. A Lecture on the Middlesex Fells. Editor Press of the Medford City News, 27 pp.
- 1883. Some Comparative Tables Showing the Distribution of Ferns in the United States of North America. 8 pp.
- 1879. Catalogue of the "Davenport Herbarium" of North American ferns north of Mexico. 42 pp.
- 1878. Aspidium spinulosum (Swartz) and its varieties
- 1877. Notes on Botrychium simplex Hitchc. 22 pp.